# Rue de Presbourg
La rue de Presbourg est une rue parisienne située près de la place de l’Étoile (devenue la place Charles-de-Gaulle en 1970), dans les 8e et 16e arrondissements.

## Situation et accès
Elle forme, avec la rue de Tilsitt, un cercle parfait.
Ce site est desservi par la station de métro Charles de Gaulle - Étoile.

## Origine du nom

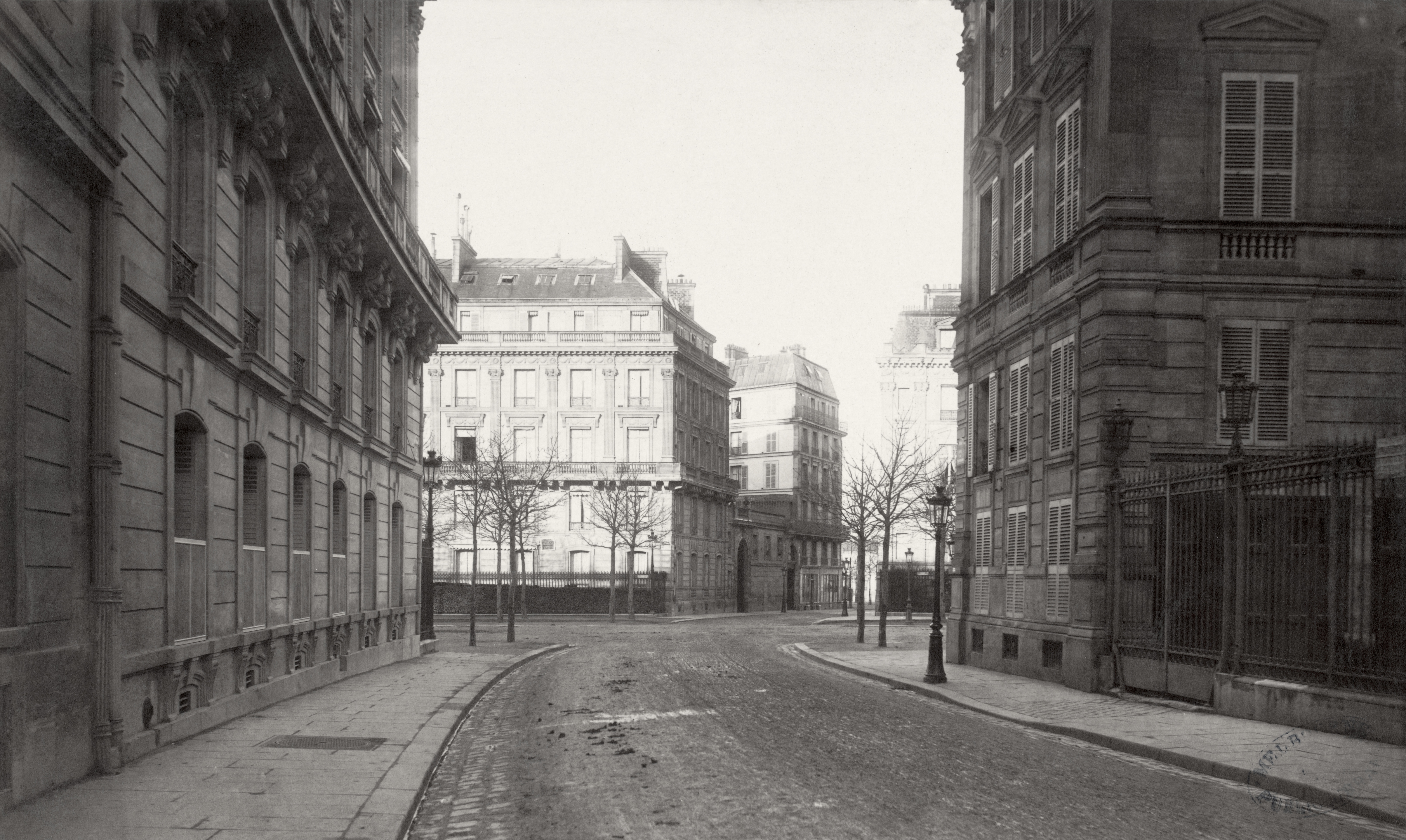
Rue de Presbourg entre 1864 et 1870 (photographie de Charles Marville).

Cette rue célèbre le souvenir de la paix de Presbourg de 1805. Presbourg est l'ancien nom de Bratislava et il n'existe pas de voie portant le nom de Bratislava à Paris.
Un autre souvenir de ce traité à Paris est une inscription figurant sur l'Arc de Triomphe du Carrousel : « Maître des États de son ennemi, Napoléon les lui rend. Il signe la paix le 27 [le 26 pour certains] décembre 1805 dans la capitale de la Hongrie [qui était alors Presbourg] occupée par son armée victorieuse. »

## Historique
Cette voie de l'ancienne commune de Passy est ouverte par décret du 13 août 1854 entre les avenues Joséphine et de la Porte-Maillot sous le nom de « rue Circulaire ». Elle était destinée à desservir les hôtels particuliers de la place de l'Étoile.
Elle est classée dans la voirie parisienne par un décret du 23 mai 1863. Elle prend sa dénomination actuelle par décret du 2 mars 1864 en raison de la proximité avec l'arc de triomphe de l'Étoile situé au centre de la place de l'Étoile et dédié à la gloire napoléonienne.

## Bâtiments et lieux remarquables

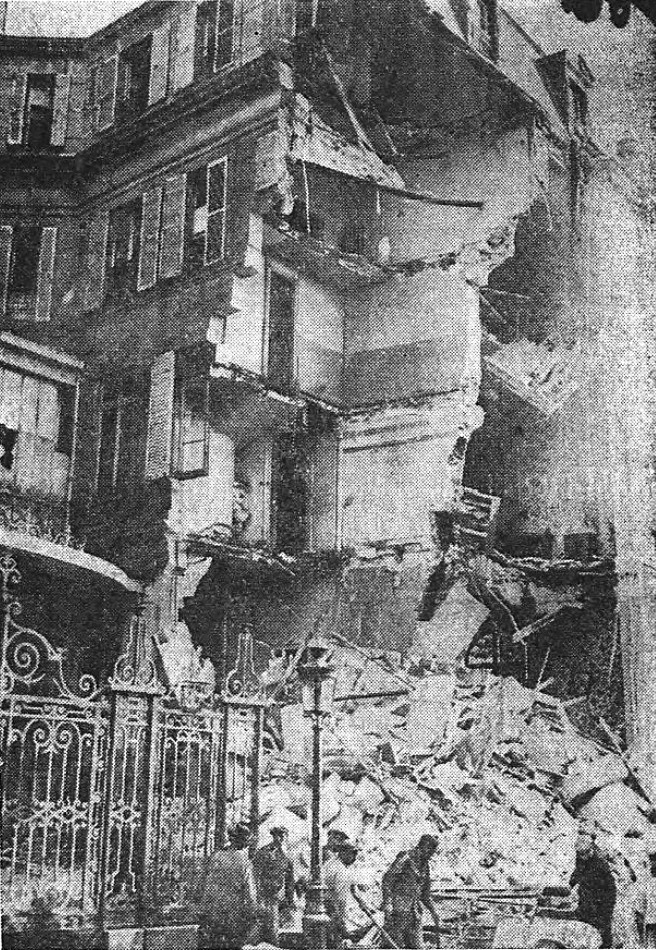
Dégâts provoqués par l'attentat du 11 septembre 1937, contre le siège de la Confédération générale du patronat français (photographie parue dans Le Populaire, organe du Parti socialiste (SFIO), no 5445, 11 janvier 1938).

- No 1 : une des façades du Drugstore Publicis Champs-Élysées, avec son entrée au tout début de la rue, à l'angle de l'avenue des Champs-Élysées.
- No 2 : « Au 2 de la rue de Presbourg, dans un des douze hôtels qui cernent la place de l'Étoile, j'ai connu “La Belle Fatma”. Elle portait à l'état civil un nom spécifiquement alsacien, mais sa beauté un peu lourde et toute orientale lui avait valu ce sobriquet narquois. Mme Dollfuss, qui menait chaque matin au Bois deux dogues d'Ulm splendides, Hector et Malice, aimait à donner la comédie dans son salon tendu d'admirables tapisseries des Flandres[1]. ». Le Comité national de défense de l'automobile y eut aussi son siège.
- No 4 : siège actuel de Louis Hachette Group. Ancien siège de la Confédération générale du patronat français. Le 11 septembre 1937, il est la cible d’un attentat à la bombe. Comme lors d’une autre explosion non loin de là, le même jour, contre l’Union des industries et métiers de la métallurgie au 4, rue Boissière, deux agents de police en faction devant le bâtiment sont tués. Ces deux actions terroristes — fomentées par le groupe d'extrême droite la Cagoule qui avait pour objectif d’en faire accuser les communistes — sont connues sous le nom d'« attentats de l'Étoile », en raison de la proximité de la place de ce nom.
- No 6 : l'ambassadeur des États-Unis en France William Lewis Dayton (1863-1864) y vécut, puis son successeur John Adams Dix (1867-1868)[2]. L'immeuble fut aussi habité par le célèbre comédien Constant Coquelin dit Coquelin aîné (1841-1909). « À quelques pas de son frère cadet[3], Coquelin aîné habitait un appartement dont les fenêtres avaient comme vue, au premier plan, l'Arc de Triomphe[4]. »
- No 6 bis : habité par Alexandre Duval (†1922), fils d'un boucher créateur de plusieurs restaurants dont les fameux Bouillons Duval qu'il transforma en une société florissante (ce qui lui valut le surnom ironique de « Godefroy de Bouillon »). Il est aussi connu comme l'amant de Cora Pearl. « On sait combien Alexandre Duval, ce parfait Parisien, avec son chapeau cronstadt, sa lavallière à pois, ses guêtres blanches, était populaire dans tous les milieux où l'on s'amusait. Les revenus de ses restaurants lui permettaient une oisiveté bien pourvue[5]. »
- No 7 : siège du bureau américain pour la préparation du procès de Nuremberg. Actuelle ambassade de Brunei.
- No 7 : hôtel où mourut Georges V de Hanovre, le 12 juin 1878 [6].
- No 8 bis : hôtel Limantour, puis hôtel Yturbe.
- No 9 (et 4, avenue Kleber) - No 9 bis : ancien hôtel Mercedes, hôtel de luxe Art nouveau construit en 1902 par l’architecte Georges-Paul Chedanne[7],[8]. Actuel siège de Sopra Steria. Bas reliefs d'Edgar Boutry.
- No 19 : Michel Szkolnikoff, un des principaux trafiquants sous l'Occupation, y résidait.
- L'homme d'affaires Arnaud Lagardère y a ses bureaux, « face à l’Arc de Triomphe »[9].